# Grande Bible de Clairvaux

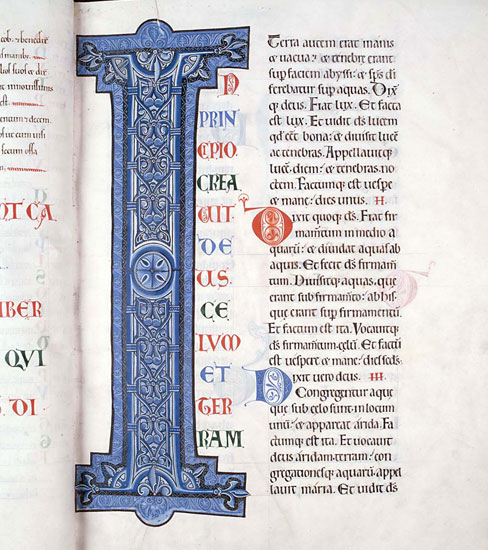
Lettre enluminé figurant dans la Grande Bible de Clairvaux

La Grande Bible de Clairvaux (bibliothèque municipale de Troyes, ms. 27) est un manuscrit enluminé de la Bible, réalisé dans le deuxième quart du XIIe siècle à l'abbaye de Clairvaux sous l'abbatiat de saint Bernard. 
Réalisée selon le « style monochrome » cistercien, cette bible au format monumental présente la particularité de ne présenter aucune figuration humaine, et de présenter le texte à nu, seulement agrémenté de lettrines aux motifs géométriques et végétaux, chacune étant peinte en camaïeu unicolore.
En effet, saint Bernard proscrivait toute figuration d’animal, d’être humain ou de monstre, et interdisait de peindre les initiales en plus d’une couleur ou d’utiliser la dorure. Ces proscriptions incitaient les artistes à inventer une grande variété de décors géométriques et floraux et à créer des dégradés très étudiés et subtilement appliqués. 
Confisquée à l'abbaye lors de la Révolution française, cinq de ses six volumes originels ont depuis subsisté (le volume perdu contenait notamment les livres de Job, le Psautier et les livres sapientaux).